# Vâlcan-bjergene
Vâlcan-bjergene er en kæde af bjerge i de sydlige Karpater i distriktet Gorj i Rumænien. De er en del af Retezat-Godeanu-bjergene. Bjergkæden er cirka 54 km lang, og den højeste top er Vâlcan-toppen der er 1.946 moh. Bjergene løber langs Jiu-dalen og tjener som en barriere for adgang på den sydlige side af dalen.